# Communauté rurale de Ndiognick
La communauté rurale de Ndiognick est une communauté rurale du Sénégal située au centre du pays. 
Elle fait partie de l'arrondissement de Mabo, du département de Birkelane et de la région de Kaffrine.